# Orlando Peralta
Orlando Amadeo « Pocho » Peralta, né le 8 février 1930 et décédé le 27 novembre 2010, est un ancien joueur argentin de basket-ball. 

## Palmarès
- Finaliste des Jeux panaméricains de 1951 et 1955